# Långkål
| Långkål |
| --- |
| Långkål på ett julbord. - Betydelse – grönkål som kokas på speciellt sätt - Förekomst – på julbord i Halland, Skåne, Danmark och norra Tyskland - Konkurrenter – brunkål |

Långkål, i Skåne grönkål, är en nordeuropeisk maträtt baserad på kokt grönkål. Den är vanlig på julbord i Halland samt delar av Skåne, Småland, Danmark och Tyskland och förekommer bland annat som tillbehör till skinka och korv.

## Tillagning och konsumtion
Enligt traditionell tillredning kokas grönkålen i skinkspad. Man fräser den i smör eller skinkflott, varefter anrättningen får småkoka ihop med grädde. Därmed kan långkål definieras som gräddstuvad grönkål som kokas, hackas, fräses med grädde och smaksätts. Helt vegetariska tillagningssätt finns dock, med användning av grönsaksbuljong.
Rätten äts som ett tillbehör till den varma delen av julbordet. Den består av grönkål som repas och kokas i buljong eller spad från skinka, smörsteks i stekpanna och sedan får koka ihop med grädde.
Den tillredda långkålen smakas därefter av. I Skåne görs detta vanligtvis med peppar och salt för att särskilja smaken från brunkålen. I Småland tillsätts ofta socker, sirap och kryddpeppar. Som vanligt med traditionella maträtter kan receptet variera beroende på lokala och familjära variationer.

## Utbredning
Grönkål och långkål som julmat har delvis att göra med grönkålens förmåga att överleva även frost till långt in på vintern. Den kan därför skördas sent och bidra till fräschör och grönska på julbordet, långt efter att alla andra grönsaker behövts skördas.
En gång i tiden var långkålen allmänt förekommande på julbord i större delen av Skåneland, och traditionen har varit särskilt stark i Halland. Ordet långkål (på grund av lång koktid) förekommer dock i svensk text endast sedan 1946. På senare år har den fått allt hårdare konkurrens av brunkålen, som dock inte är lika starkt förknippad med just julmat. Det särskilda intresset för långkål och grönkål i Halland kan möjligen härledas till 1800-talet, då många fattiga hallänningar sökte arbete i Nordtyskland och därefter tog med sig matvanor hem.
Rätten förekommer traditionellt från Halland till norra Tyskland, över Skåne och Danmark (danska: grønlangkål). Den är bland annat typisk för julmaten i Vendsyssel, och Sønderjylland samt på Lolland och Falster men var en gång populär i hela Danmark. På Lolland finns varianter med kanel och med eller utan servering till skinka, medan det är vanligt med mjöl i stuvningen på Fyn.